# 三木市立三木市民病院
三木市立三木市民病院（みきしりつみきしみんびょういん）は、兵庫県三木市にあった市立の病院。（2013年9月30日廃院）救急告示病院、医師の卒後臨床研修指定病院でもあった。

## 沿革

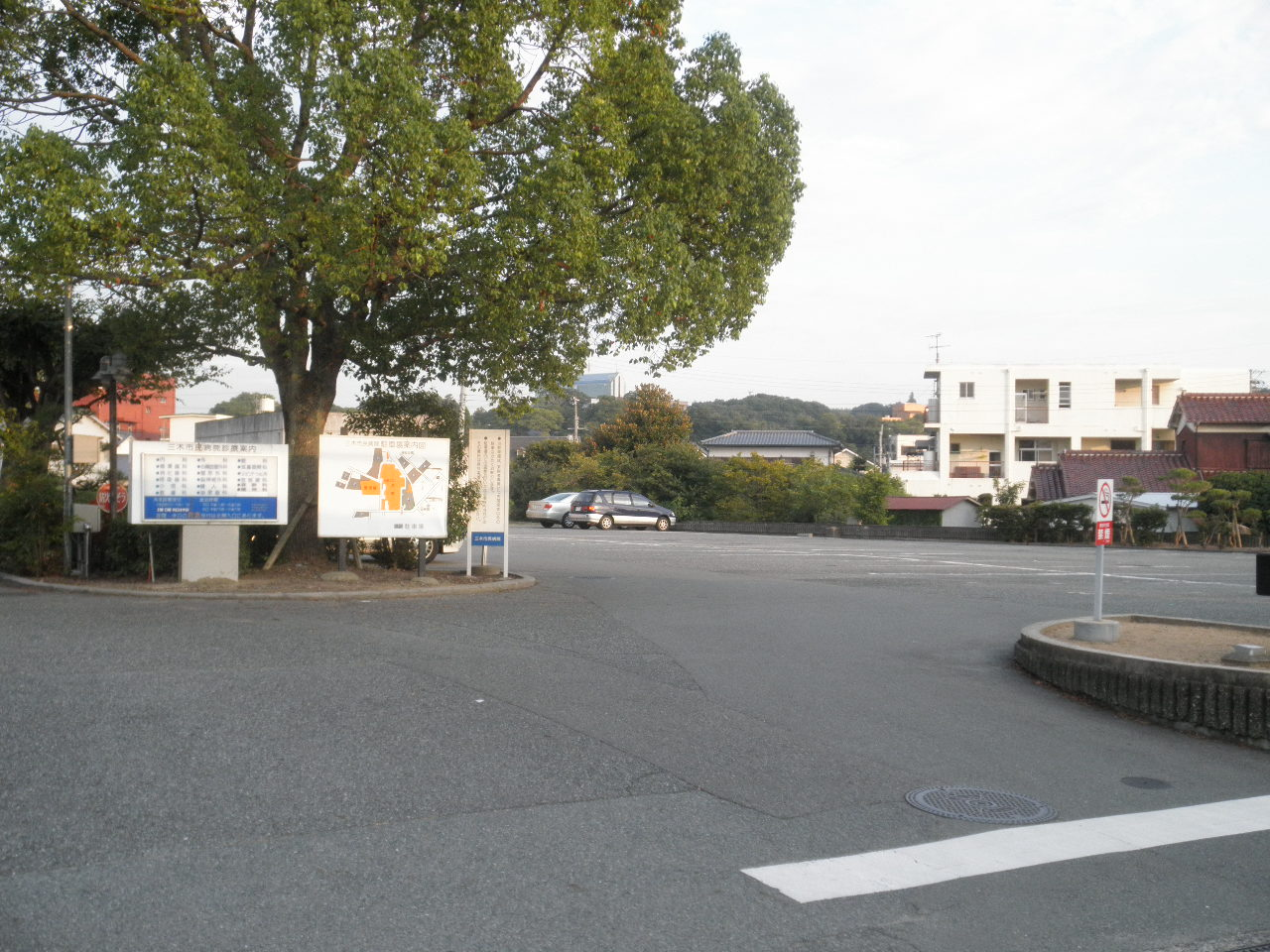
駐車場

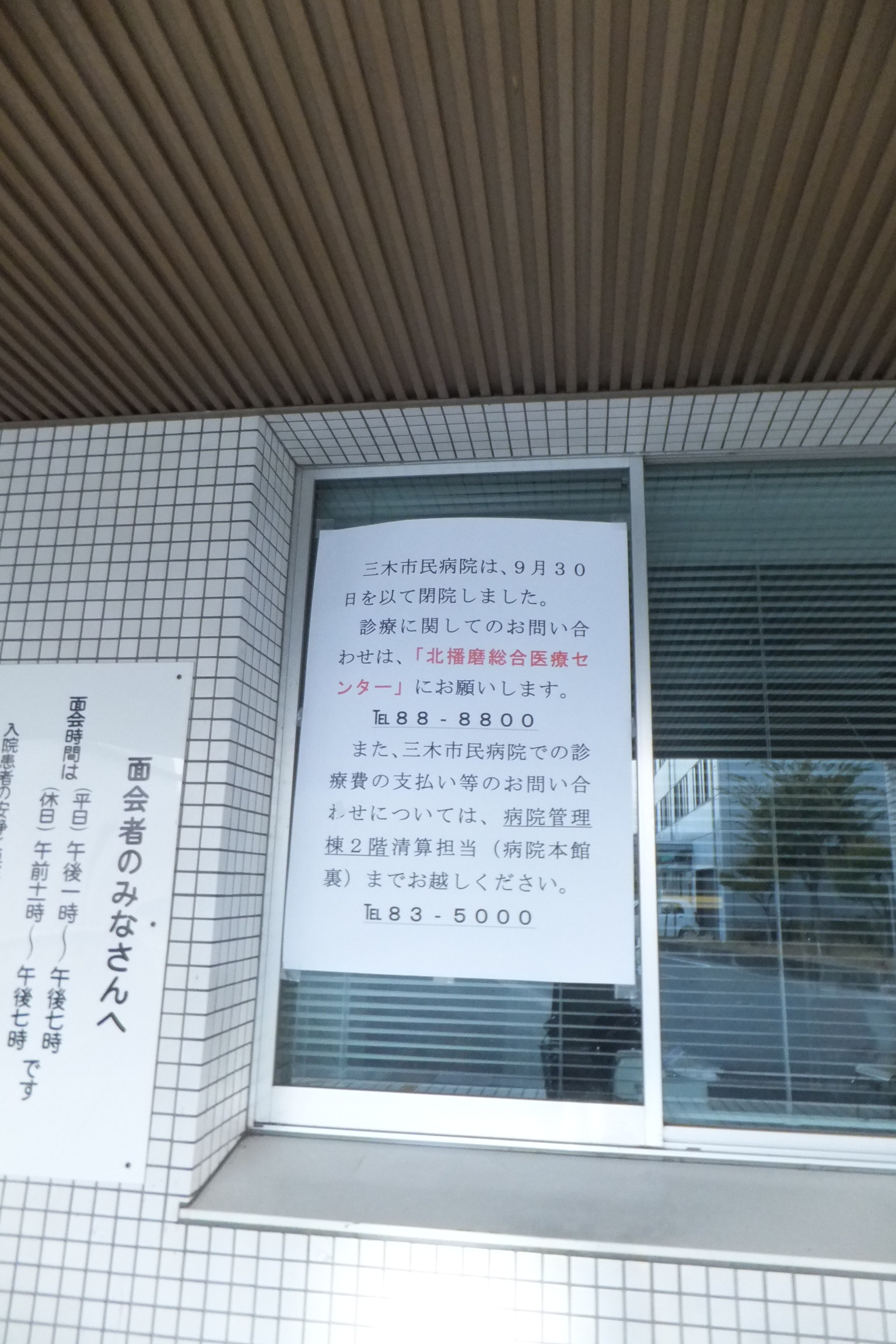
閉院のお知らせを知らせる貼り紙

1955年に保険行政対策の一環として内科・外科・産婦人科・小児科・歯科を設置して開院した。
- 1949年（昭和24年） - 三木町町立診療所開設。
- 1955年（昭和30年）11月1日 - 三木市立三木市民病院として改組。外科、産婦人科、歯科、小児科、内科の全5科、一般病床20床。
- 1958年（昭和33年）10月31日 - 一般病棟と結核病棟を増設（一般病床71床、結核病床29床）。
- 1960年（昭和35年）11月1日 - 簡易人間ドックを開始する。
- 1963年（昭和38年）7月5日 - 伝染病棟が完成（21床）。
- 1966年（昭和41年）4月1日 - 眼科を開設し、全6科となる。
- 1975年（昭和50年）6月10日 - 全面改築工事が完成（現：西館。一般病床149床、伝染病床21床）
- 1978年（昭和53年）10月1日 - 整形外科と皮膚科が開設され全8科となる。
- 1978年（昭和53年）12月28日 - 2階を管理部門、5階を病棟に改造（一般病床163床、伝染病床21床）。
- 1979年（昭和54年）4月1日 - 循環器科と放射線科を開設し、全10科となる。
- 1979年（昭和54年）7月1日 - コンピュータによる医療情報処理を開始。
- 1980年（昭和55年）4月15日 - 県が三木市民病院を救急病院として承認。
- 1980年（昭和55年）7月1日 - 泌尿器科を開設し、全11科となる。
- 1981年（昭和56年）6月1日 - 消化器科を開設し、全12科となる。
- 1981年（昭和56年）10月20日 - 伝染病棟の一部を廃止されて10床になる。
- 1983年（昭和58年）7月1日 - 心臓血管外科、呼吸器科、耳鼻咽喉科、理学診療科を開設し、歯科を休診。全15科となる。
- 1983年（昭和58年）7月7日 - 増改築工事が完成（現在の東館）。またICUを新設。
- 1984年（昭和59年）1月1日 - 兵庫県が三木市民病院を総合病院として承認。
- 1984年（昭和59年）3月25日 - 増築工事が完成（西館・受付・薬局の改造。一般病床320床、伝染病床10床）。
- 2008年（平成20年）11月5日 - 小野市立小野市民病院との統合に合意。
- 2013年（平成25年）10月1日 － 北播磨総合医療センター開業に伴い廃院。
- 2013年（平成25年）11月 － 建物の解体始まる。

## 小野市民病院との統合について
2008年11月5日、三木市長、小野市長が共同会見をして北播磨総合医療センターの建設を発表した。

## 診療科目
- 内科
- 消化器科
- 循環器科
- 呼吸器科
- 外科
- 心臓血管外科
- 整形外科
- 脳神経外科
- 産婦人外科（休診中）

- 小児科
- 眼科
- 耳鼻咽喉科
- 皮膚科
- 泌尿器科
- 放射線科
- リハビリテーション科
- 麻酔科
- 神経科
- 神経内科（休診中）

## 周辺の道路
- 兵庫県道20号加古川三田線
- 兵庫県道23号三木宍粟線

## 最寄駅、バス停
- 神戸電鉄粟生線三木駅から、歩いて約10分
- みっきぃバス市民病院バス停すぐ。